# マルシメ
株式会社マルシメ（英: MARUSHIME Co.,Ltd.）は、秋田県横手市に本社を置くスーパーマーケットなどを展開する企業。食品スーパーのマルシメ及び総合スーパーのスーパーモールラッキーなどを運営。その他、飲食事業や不動産事業なども行っている。
横手市南部の十文字・増田地域にて事業を展開している。2019年より、秋田市と広島県福山市にグローサリーストア「NEED THE PLACE」を開業しているほか、神奈川県鎌倉市にはアウトドアショップ「YAKA」を開業しているなど、県外でも事業を展開している。

## 沿革
以下、注釈の無い項目は公式サイトの情報によるもの。
- 1950年（昭和25年）5月 - 平鹿郡十文字町通町（現・横手市十文字町通町、JR十文字駅前）にて酒類の小売店を開業。
- 1957年（昭和32年）5月 - 平鹿郡増田町七日町（現・増田町増田七日町）にて「七日町店」を開業。
- 1961年（昭和36年）
  - 6月 - 十文字町通町の店舗を十文字町本町へと移転し、本店として開業。
  - 7月 - 有限会社マルシメとして設立。
- 1973年（昭和48年）6月 - 株式会社化。
- 1976年（昭和51年）
  - 2月 - 兼松ボウルモアより建物を買収。その一部を配送センターとして使用。
  - 11月 - マルエーを吸収合併。
- 1981年（昭和56年）7月 - 配送センターに隣接し、「南の街ディスカウントストア ラッキー」を開業。
- 1986年（昭和61年）12月 - 南の街DSラッキーを解体し、跡地に「マルシメ南の街ショッピングセンター」を開業。
- 1994年（平成6年）6月 - 本店を解体し、跡地に「マルシメ本町店」を開業。
- 1996年（平成8年）11月19日 - 関連会社として株式会社ラッキーを設立。
- 1999年（平成11年）4月 - 株式会社ラッキーが、平鹿郡十文字町仁井田（現・横手市十文字町仁井田）に「スーパーモールラッキー」を開業。
- 2004年（平成16年）6月 - 貸店舗の「薬王堂 秋田十文字店」を開業。
- 2009年（平成21年）10月 - 株式会社ラッキーを吸収合併。
- 2010年（平成22年）3月14日 - マルシメ南の街ショッピングセンターが閉店[3]。
- 2019年（令和元年）6月 - 秋田市にグローサリーストア「NEED THE PLACE 秋田店」を開業。
- 2022年（令和4年）
  - 4月 - 神奈川県鎌倉市にアウトドアセレクトショップ「YAKA」を開業。
  - 6月1日 - 大仙市刈和野の農林産物直売所「大綱の里」がリニューアルオープン[4]。マルシメが運営を担当[4]。
  - 9月 - 広島県福山市にグローサリーストア「NEED THE PLACE SETOUCHI」を開業。
- 2024年（令和6年）
  - 1月30日 - 秋田県は「あきたSGDsアワード2023」にて、応募した24団体からマルシメなど4社を表彰[5]。
  - 11月3日 - 惣菜や菓子などを製造する加工所を新設し、農林産物直売所「大綱の里」がリニューアルオープン[6]。

## 店舗
2022年現在では、以下の店舗を展開している。またこの項ではかつて存在した一部店舗についても解説する。

### スーパーモールラッキー
1999年（平成11年）4月に開業した総合スーパー。マルシメの関連会社である株式会社ラッキーが開業させたが、2009年に両社は経営統合している。売り場面積は約1万500m2で、横手市内の総合スーパーとしてはイオン横手店に次ぐ売り場面積を誇る。食料品の他、日用品、雑貨、衣類、家電、書籍などを取り扱い、県内最大規模のスノーピークの特設エリアを持つキャンプ用品専門店や、業務スーパー、100円ショップのダイソー（別棟）などが入居する。この他、カーピットや資材館、飲食店などがある。
開業後、近隣に出店した大手のイオン系列・イオンタウン十文字南（2006年開業）に圧倒され赤字経営に陥ってしまうが、地域に根ざしたスーパーとして差別化を図るために、店内の食料品売場とはまた別に「ファーマーズマーケット」と呼ばれる地元農家の直売市場を設けた。これは地産地消の商品に特化し、横手市及びその周辺地域の農家と契約して店内の売り場を貸しているもので、2011年4月に開設された。これは相乗効果を生み、普段直売所で野菜や青果を購入する客や、地元の契約農家も来店するようになった。この他、地域の住民らが集える「Green Garden」と呼ばれるフリースペースを設けるなどし「地域のハブ」として機能するスーパーを目指した。
買い物客が利用できる「お買い物バス」を自社で運行している。会員カードの提示により無料で乗車できるもので、横手市・湯沢市内の11路線を運行する。バスは2011年4月より運行しており、運行開始のきっかけは、社長自身が相乗りで来店する高齢者を見かけたことである。当初はレンタルした車両を使用し、店舗周辺及び冬季限定で運行していたが、利用者からの要望の元、路線の拡大などを行い現在に至る。
2016年（平成28年）には、地域住民の暮らしの悩みを解決する窓口としてお客様サポート部を設置。同時に「マルシメネットワーク」を創設。専門性の高い相談に関しては、ネットワーク加盟の企業を介して対応するといったシステムである。
毎年7月頃、2日間に渡って「夏の大感謝祭」が開催される。地域住民からは「ラッキー祭り」と呼ばれており、地域の伝統行事である「猩々まつり」の開催日を調整することになるほど大規模に行われる。店舗駐車場に屋台などが出店し、特設のステージ上で様々なパフォーマンスやイベントが行われ、祭りの最後は花火で締められる。
沿革
以下、注釈の無い項目は公式サイトの情報によるもの。
- 1999年（平成11年）4月 - 開業。
- 2005年（平成15年）8月 - 貸店舗の「ダイソー ラッキー十文字店」を開業（別棟）。
- 2011年（平成23年）4月 - ファーマーズマーケットを開設、お買い物バスを運行開始。
- 2016年（平成28年） - 「マルシメネットワーク」を創設。
- 2017年（平成29年）9月 - 「業務スーパー 十文字ラッキー店」を開業。
- 2019年（令和元年）4月 - 貸店舗の「酒のクーべ 横手十文字店」を開業。
- 2022年（令和4年）
  - 2月26日 - スノーピークの製品を扱うエリアが開設[9]。
  - 4月 - レストラン「Comer +」開業[14]。
  - 6月3日 - フィットネススクール「ロコモK.O 横手スーパーモールラッキー店」を開業。
  - 11月26日 - マルシメとしては初となる、小学生を対象とした職場体験「はたらッキー〜気になるお店のおしごと体験」を開催[15]。

基本情報
- 所在地：019-0505 秋田県横手市十文字町仁井田字東22番地1
- アクセス：
E13 東北中央自動車道 十文字ICから車で3分（経路案内）
 奥羽本線 十文字駅から徒歩で10分（経路案内）

### マルシメ

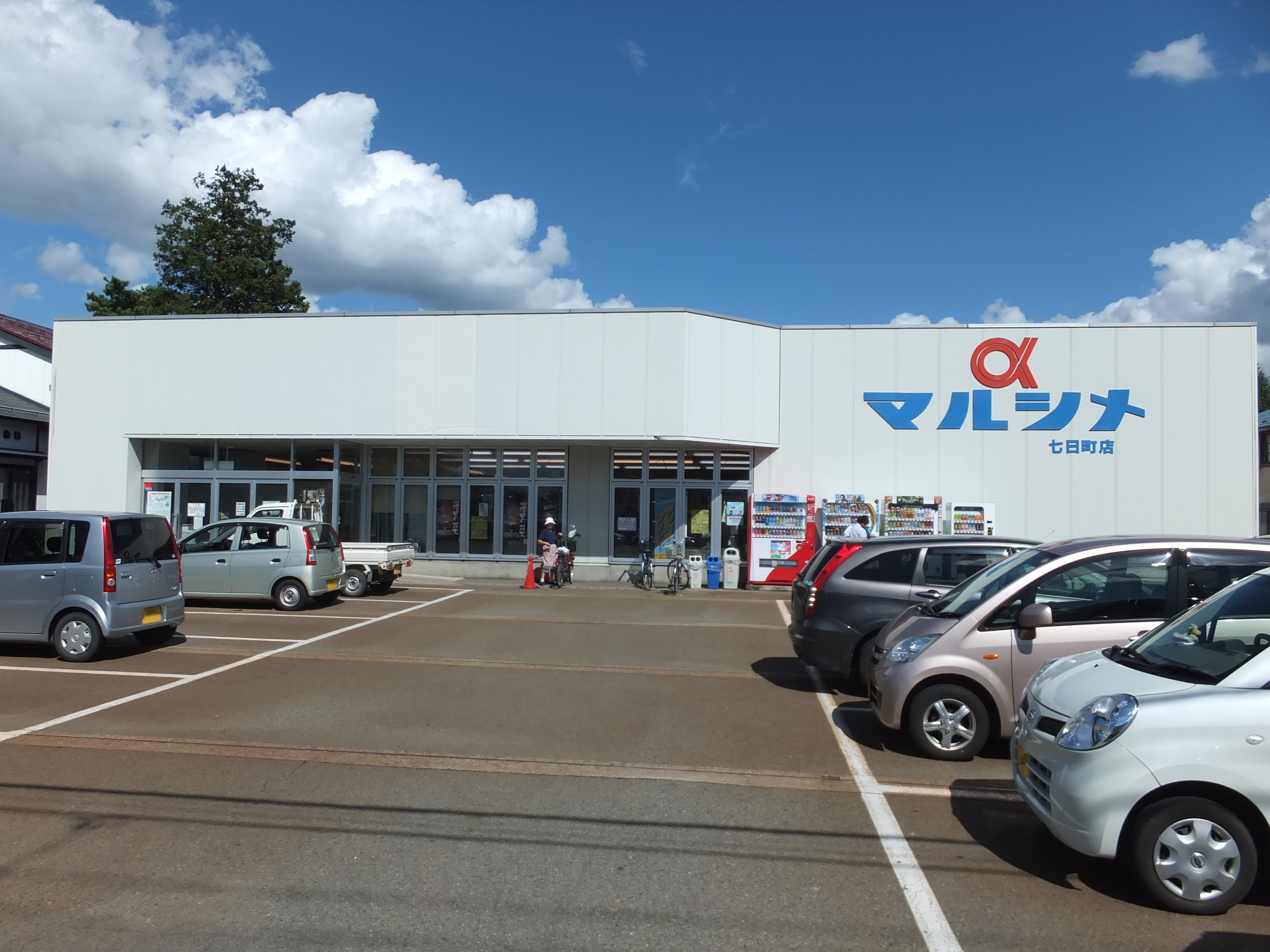
マルシメ七日町店

主に食品などを取り扱うスーパーマーケットで、2022年現在「マルシメ」として営業するのは七日町店のみである。1957年（昭和32年）5月に開業。横手市増田町増田の横手市増田伝統的建造物群保存地区（増田の町並み）内に位置する。
- 所在地：019-0701 秋田県横手市増田町増田字七日町136番地

#### マルシメ 南の街ショッピングセンター
1986年（昭和61年）12月に、前身となる「南の街ディスカウントストア・ラッキー」の跡地に開業。店舗としては「マルシメ 南の街店」と案内されていたが七日町店と異なり、現在のスーパーモールラッキーのような総合スーパーの業態で営業していた。2010年（平成22年）3月14日に閉店したが、2階の瑞雲閣のみがそれ以降も営業を続けた。
建物は2階建てで、1階には食料品や日用品、衣料品、雑貨などを扱うスーパーマーケットや、その他テナントなどが出店。2階にはラドン温泉と呼ばれる入浴施設、レストランアルファ、瑞雲閣（宴会会場）などがあった。別棟のテナントとして薬王堂があり、こちらは現在も営業を続けている。
現在建物は解体されており、跡地には住宅地が造成されている。
- 所在地：019-0506 秋田県横手市十文字町佐賀会字下沖田40番地

### NEED THE PLACE
2019年（令和元年）6月に秋田市に開業、2022年（令和4年）9月には広島県福山市に開業している。グローサリーストアと名乗っており、いわゆる「食料雑貨店」である。